# Baie Toba
La baie Toba (en anglais : Toba Inlet) est un bras de mer profond qui découpe la côte continentale sud-ouest de la Colombie-Britannique au Canada, au nord du détroit de Géorgie qui sépare l'île de Vancouver du continent. Ce bras de mer, formé durant la dernière période glaciaire et entouré de hautes montagnes, constitue un fjord.
La baie mesure 35 kilomètres de long entre son extrémité nord-est où se jette le fleuve Toba, et son embouchure à proximité de la baie Desolation et des îles Discovery. La largeur de la baie diminue régulièrement entre son embouchure (3,2 km) et son extrémité nord-est où elle se réduit à 1,6 km.
Les falaises qui bordent la baie abritent plusieurs chutes d'eau qui sont particulièrement spectaculaires au moment de la fonte des neiges. 

## Histoire
Les rives de la baie Toba sont incluses dans le territoire traditionnel de la tribu indienne Klahoose qui fait partie des salish de la côte.
Les premiers Européens à explorer les lieux furent les équipages des navires espagnols Sútil et Mexicana, commandés respectivement par les officiers Dionisio Alcalá Galiano et Cayetano Valdés y Bazan, dans le cadre de l'expédition Malaspina en 1792. Ils y découvrirent une tablette en bois sur laquelle des indiens avaient gravé de curieuses décorations, et Galiano décida de donner le nom de Canal de la Tabla à la baie.
En 1795, le nom fut changé en Toba, il existe des interprétations différentes pour ce changement de nom :
- il aurait été effectué en l'honneur de Toba Arredondo, le seul officier de l'expédition qui n'avait pas donné son nom à un lieu géographique[3] ;
- il serait simplement dû à une erreur de transcription qui aurait perduré[4].